# Henry Ware (1764-1845)
Pour les articles homonymes, voir Henry Ware.
Henry Ware, né le 1er avril 1764 à Sherborn (Massachusetts) et mort le 12 juillet 1845 à Cambridge (Massachusetts) est un théologien, ministre du culte et universitaire américain. Un protéstant libéral qui contribua à la diffusion de l'unitarisme et à la création de l'American Unitarian Association aux États-Unis.

## Biographie
Henry est le cadet d'une famille de dix enfants, son père John est agriculteur. De constitution plutôt fragile, il n'est guère utile aux travaux de la terre et se passionne très vite pour la lecture. Ce que remarque assez vite le pasteur de Sherborn, le révérend Brown, qui suggère l'idée de l'envoyer étudier. Malgré la mort prématurée de son père et grâce à l'aide de Brown, il entre, lors de sa dix-huitième année, au Harvard College de Cambridge ou il obtient son Bachelor en 1785. Il commence à enseigner à la Public Grammar School de Cambridge et poursuit son étude de la théologie et obtient son doctorat. En 1787, il est ordonné pasteur de la première paroisse de Hingham. Il est élu, en 1805, professeur de la Hollis Chair du Harvard College, ce qui déclenche une controverse entre les unitariens et les calvinistes orthodoxes, comme Jedidiah Morse. Dans les années 1820, il s'engage dans un échange de pamphlets avec le calviniste Leonard Woods. Il participe à la création de la Harvard Divinity School et au développement de l'unitarisme avant de prendre sa retraite en 1840, en raison de problèmes de santé. Son fils, Henry Ware, Jr., devient à son tour professeur de théologie à la Harvard Divinity School en 1830.